# La Gaceta Universitaria
La Gaceta Universitaria fue un periódico estudiantil de la ciudad argentina de Córdoba fundado en 1918 como órgano oficial de la Federación Universitaria de Córdoba, en el momento que se iniciaba la rebelión estudiantil que dio origen al movimiento de la Reforma Universitaria de 1918. Su director fue Emilio Biagosch. Publicó veintidós números entre 1918 y 1919. En sus páginas se publicaron los primeros documentos del movimiento latinoamericano de la Reforma Universitaria, iniciado en Córdoba en 1918. En la edición del 21 de junio de 1918 publicó por primera vez el célebre Manifiesto liminar, documento máximo de la Reforma Universitaria.

## Historia
El 16 de mayo de 1918 el Comité Pro Reforma, que venía encarnando desde marzo el descontento estudiantil en la Universidad Nacional de Córdoba, se transformó en la Federación Universitaria de Córdoba (FUC), conducida por un triunvirato integrado por Enrique Barros, Horacio Valdés e Ismael Bordabehere. Simultáneamente se crea La Gaceta Universitaria, bajo la dirección de inicial de Barros y Valdés, como periódico de la "juventud cordobesa", pero desde el cuarto número del 20 de mayo, quedó formalizada su condición de órgano oficial de la FUC, quedando la dirección en manos de Emilio Biagosch; Se publicaron veintidós números entre 1918 y 1919.
La FUC eligió el nombre del periódico tomándolo de la Gazeta de Buenos Ayres, el periódico fundado por Mariano Moreno en 1810 como órgano de la Revolución de Mayo, por identificación del momento que estaba protagonizando el movimiento estudiantil cordobés con la lucha por la independencia del Imperio Español de las naciones hispanoamericanas. Para confirmar esa identificación, La Gaceta Universitaria adoptó como lema la misma frase en latín que Moreno tomó de Tácito, para colocarla como lema de la Gaceta de Buenos Ayres:

Rara temporum felicitate, ubi sentire quae velis, et quae sentias dicere licet.
La rara felicidad de los tiempos en los que pensar lo que quieras y decir lo que piensas está permitido.

En la edición del 21 de junio de 1918 publicó por primera vez el célebre Manifiesto liminar, documento máximo de la Reforma Universitaria. Precisamente el Manifiesto se inicia con la misma idea de considerar al movimiento de Reforma Universitaria como continuación de proceso descolonizador americano:

Hombres de una República libre, acabamos de romper la última cadena que, en pleno siglo XX, nos ataba a la antigua dominación monárquica y monástica. Hemos resuelto llamar a todas las cosas por el nombre que tienen. Córdoba se redime. Desde hoy contamos para el país una vergüenza menos y una libertad más. Los dolores que quedan son las libertades que faltan. Creemos no equivocarnos, las resonancias del corazón nos lo advierten: estamos pisando sobre una revolución, estamos viviendo una hora americana.